# El Dorado (Venezuela)
El Dorado es una localidad en la parroquia Dalla Costa del Municipio Sifontes, en el Estado Bolívar, al este de Venezuela. Se encuentra ubicada justo donde confluyen los ríos Cuyuní y Yuruári. Fue fundada el 2 de marzo de 1894 por el general Domingo Antonio Sifontes.

## Historia
El Dorado es una localidad histórica, por ser el sitio donde el general venezolano Domingo Antonio Sifontes ante la inminente invasión de la localidad por los ingleses que venían de la Guayana Británica, construyó un puesto militar e informó al presidente venezolano que bautizaba el sitio como El Dorado, por estar rodeado de minas de oro cercanas y en referencia al famoso mito del El Dorado. Los ingleses pretendían llegar hasta la localidad del El Callao donde existían importantes explotaciones de Oro, el general los enfrentó con otros grupos de venezolanos y lo hizo regresar a sus tierras de origen, desde entonces es recordado como un héroe local.
Este hecho ocurrido el 2 de enero de 1895 es llamado el Incidente del Cuyuní, fue un enfrentamiento armado entre venezolanos y británicos ocurrido en la región del río por la disputa territorial que tenía Venezuela con la Guyana Británica, en el que por dirección de Sifontes los Venezolanos salieron vencedores.

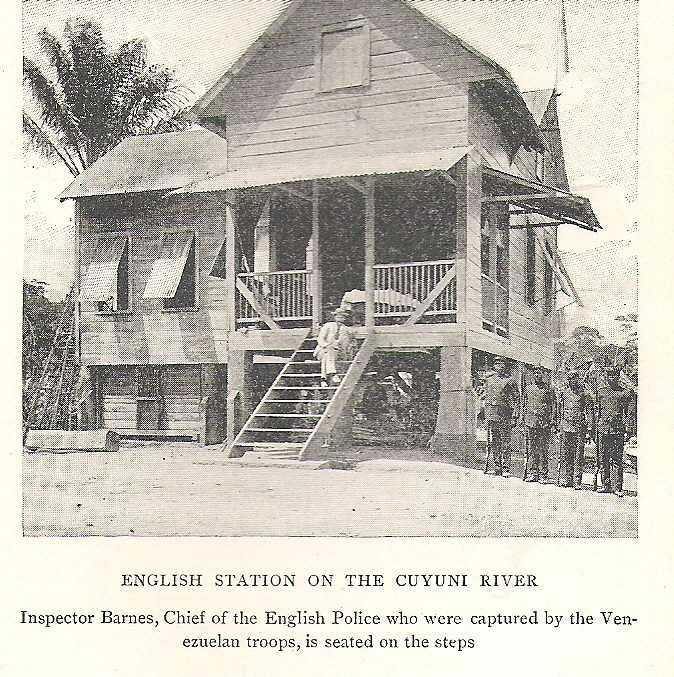
Inspector Barnes en la estación ocupada con sus hombres.

A horas de la madrugada, los hombres de la Policía Británica dirigidos por el "inspector Barnes" de Inglaterra, tomaron un puesto militar desocupado, de nacionalidad venezolana, ubicado en el margen izquierda de río, en el cual los hombres de Barnes izaron la bandera inglesa en tierras venezolanas durante el día.
Ante este hecho, el capitán Andrés Avelino Domínguez, segundo al mando de Sifontes, fue enviado a recuperar el asentamiento. Resultado en la retirada de los ingleses y el apresamiento de Barnes y sus hombres, que fueron llevados a la Comisaría General, lo que aumentó las tensiones entre ambos países en medio de una crisis interna que vivía Venezuela.
El Dorado es la capital de la parroquia Dalla-Costa. La población se ubica en el oeste del municipio, su fundación fue durante el siglo XIX, es la segunda población más grande del municipio, solo superada por Tumeremo con más de 5 000 habitantes. En 1993 en reconocimiento al general Sifontes el gobierno del estado Bolívar bautizo toda el área primero como Distrito Sifontes para posteriormente convertirlo en el actual Municipio Sifontes.